# Edwin Boyd (film)
Az Edwin Boyd (eredeti cím: Citizen Gangster) 2011-ben bemutatott kanadai életrajzi bűnügyi film, melyet Nathan Morlando írt és rendezett. A címszereplő bűnözőt, Edwin Alonzo Boydot Scott Speedman alakítja.
Az ötmillió dollárból készült film a 2011-es Torontói Nemzetközi Filmfesztiválon debütált.

## Cselekmény
A Torontóban élő Edwin Boyd otthagyja a buszvezetői állását. Aztán rájön, hogy rossz döntést hozott, mert a második világháború utáni időkben nagyon nehéz munkát találni. Neki sem sikerül, de a családját valamiből el kell tartania, ezért bankrablásra adja a fejét. A kezdeti sikerek után azonban börtönbe kerül, elszakad szeretett gyermekeitől és odaadó feleségétől. De a börtönben töltött idő nem volt hiábavaló, mert új barátokra tett szert, akikkel magasabb szintre emeli a bankrablás fogalmát.

## Szereplők
| Színész            | Szerep                   | Magyar hang        |
| ------------------ | ------------------------ | ------------------ |
| Scott Speedman     | Edwin Boyd               | Dolmány Attila     |
| Kelly Reilly       | Doreen Boyd              | Bogdányi Titanilla |
| Kevin Durand       | Lenny Jackson            | Bognár Tamás       |
| Joseph Cross       | Val Kozak                | Markovics Tamás    |
| Brendan Fletcher   | Willie 'A bohóc' Jackson | Seszták Szabolcs   |
| Charlotte Sullivan | Mary Mitchell            | Solecki Janka      |
| Melanie Scrofano   | Ann Roberts              | Szinetár Dóra      |
| Brian Cox          | Glover                   | Faragó András      |
| William Mapother   | David Rhys nyomozó       | Sótonyi Gábor      |
| Christian Martyn   | Billy Boyd               | Pál Dániel         |

## Díjak, jelölések
Directors Guild of Canada (2012)
- jelölés: legjobb látványtervezés
- jelölés: legjobb film

Genie Awards (2012)
- jelölés: legjobb látványtervezés
- jelölés: legjobb színész (Scott Speedman)